# 小行星4797
小行星4797（4797 Ako）是一颗绕太阳运转的小行星，为主小行星带小行星。该小行星于1989年9月30日发现，以赤穗（Ako）命名。

## 轨道参数
小行星4797的轨道半长轴为2.4139014 UA，离心率为0.183。